# IV Liceum Ogólnokształcące im. Komisji Edukacji Narodowej w Poznaniu
IV Liceum Ogólnokształcące im. Komisji Edukacji Narodowej w Poznaniu zostało założone w 1948 roku w budynku nadal istniejącego Liceum Pedagogicznego i Studium Nauczycielskiego nr 2 przy zbiegu ulic Szamarzewskiego i Szamotulskiej na mocy decyzji ówczesnego Kuratorium Okręgu Szkolnego jako Szkoła Robotniczego Towarzystwa Przyjaciół Dzieci oraz Liceum Pedagogiczne. 

## Historia
W pierwszym miesiącu dyrekcję objął mgr Antoni Zasępa, a od października 1949 roku mgr Konrad Świtek, który pozostał na tym stanowisku aż do roku 1975. W roku 1963 oddano do użytku nowy budynek przy ul. Swojskiej wybudowany w ramach rządowego programu "Tysiąc szkół na tysiąclecie". Od roku 1965 wprowadzono klasy z poszerzonym programem nauczania języka angielskiego. W 10 lat później podpisana została umowa z Instytutem Filologii Angielskiej Uniwersytetu im. Adama Mickiewicza, w myśl której liceum to służyło Instytutowi jako szkoła doświadczalna. Imię Komisji Edukacji Narodowej przyznano szkole dopiero w roku 1973.
W 2013 roku przypadło 65-lecie istnienia szkoły i 40-lecie nadania imienia Komisji Edukacji Narodowej. Z tej okazji 13 kwietnia 2013 odbył się VIII Zjazd Absolwentów.

## Poczet dyrektorów
- 1948-1949: Tadeusz Kopa
- 1949-1949: Antoni Zasępa
- 1949-1975: Konrad Świtek
- 1975-1978: Adolf Pisarczyk
- 1978-1991: Wiesław Bogusławski
- 1991-1997: Alicja Przybylska
- 1997-2004: Alicja Makowska
- 2005-: Agata Gutorska (Ficerman)

## Miejsce w rankingach
Miejsce w rankingu liceów sporządzanym przez portal WaszaEdukacja.pl
- 2019 - 9. miejsce w Poznaniu
- 2018 - 11. miejsce w Poznaniu
- 2017 - 11. miejsce w Poznaniu

## Absolwenci
- Mariola 'Mara' Andrzejewska
- Waldy Dzikowski
- Dagmara Gregorowicz[1]
- Bogumiła Kaniewska
- Wacław Martyniuk
- Jan Strzałko
- Andrzej Szoszkiewicz